# Stay Tuned
«Stay Tuned» es el 23º sencillo de la banda japonesa GLAY. Salió a la venta el 4 de julio de 2001.

## Canciones
1. STAY TUNED
2. BACK-UP
3. Super Ball 425
4. STAY TUNED (Guts! Mimi Copy Version)